# St. Josef (Frankfurt-Höchst)

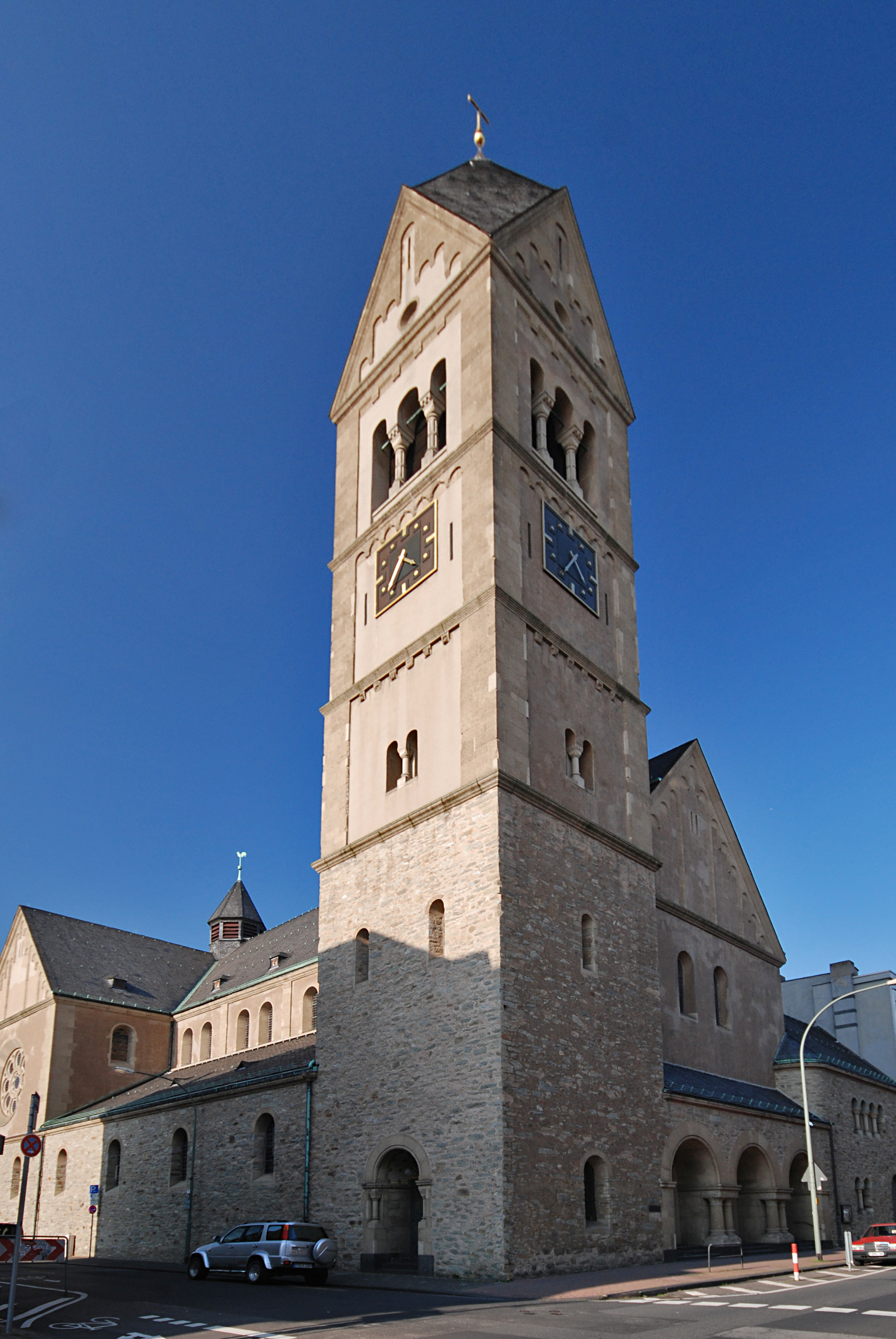
St. Josef in der Höchster Hostatostraße

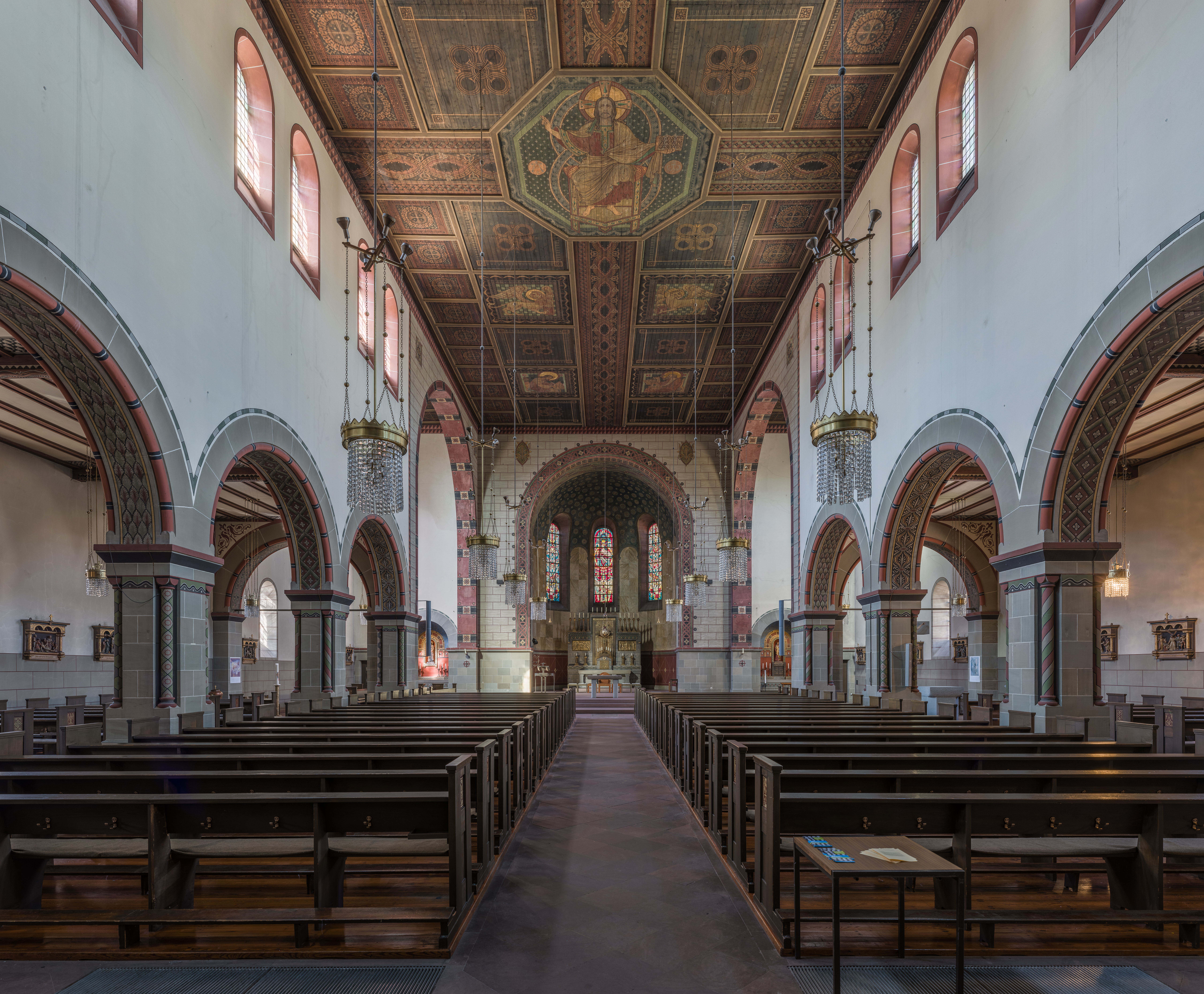
Innenansicht der Kirche

St. Josef ist eine dem Namenspatron Josef von Nazaret geweihte katholische Kirche im Frankfurter Stadtteil Höchst. Der im neoromanischen Stil errichtete Kirchenbau steht in der Hostatostraße. Die Kirche ist denkmalgeschützt.

## Baugeschichte
Das aufgrund langer Zugehörigkeit zu Kurmainz traditionell katholische Höchst verzeichnete im letzten Drittel des 19. Jahrhunderts durch die Industrialisierung einen starken Bevölkerungsanstieg. Die Justinuskirche, die bisher als Pfarrkirche diente, reichte daher nicht mehr aus, die wachsende Zahl der Besucher der Gottesdienste aufzunehmen. Daher wurde der Bau einer größeren Kirche beschlossen.
Der Bau der Josefskirche wurde als Folge der Enteignung von Kirchengut während der Säkularisation von 1803 vom preußischen Staat finanziert. 1891 hatte sich die Höchster Kirchengemeinde bei der Regierung Preußens Mittel für den Kirchenbau beantragt. Sie begründete dies damit, dass Preußen 1866 als Rechtsnachfolger des Herzogtums Nassau das 1803 in staatlichen Besitz überführte Antoniterkloster übernommen habe. Damit sei auch die Baulast an den preußischen Staat übergegangen. 1901 entschied das Reichsgericht in Leipzig den als Höchster Kirchenbauprozess bekannt gewordenen zehnjährigen Musterprozess zwischen der katholischen Kirchengemeinde und dem preußischen Fiskus zugunsten der Höchster.
Planung und Bauausführung der Kirche lagen somit in den Händen der staatlichen preußischen Bauverwaltung: Der Entwurf stammt von Regierungs- und Baurat Richard Saran, die Bauleitung vor Ort übte Regierungsbaumeister Karl Leyendecker aus. Zusätzliche Beratung für die Umsetzung eigener Bauvorstellungen bekam die Kirchengemeinde vom Frankfurter Architekten Hans Rummel. Die Grundsteinlegung der Josefskirche fand im Juni 1907 statt, die Kirchweihe erfolgte nach zwei Jahren Bauzeit im Juli 1909. Nach einer Entscheidung der Kirchengemeinde aus dem Jahr 1908 wurde die Kirche aus Kostengründen mit einem Stahlguss-Geläut versehen. Die Mehrkosten für ein Bronzegeläut hätte der preußische Fiskus nicht getragen, sie wären zu Lasten der Kirchengemeinde gegangen.
Die ursprüngliche Ausstattung der Kirche im Jugendstil wurde in den 1960er Jahren durch eine moderne Ausstattung ersetzt. Bei einer Restaurierung in den 1980er Jahren wurde die ursprüngliche Ausstattung weitgehend wiederhergestellt.